# María José Buzón
María José Buzón Gómez (Barcelona) es una científica española, trabaja en el departamento de enfermedades infecciosas del Valle de Hebrón Instituto de Investigación, en Barcelona, España. Investiga para diseñar las terapias más efectivas “para eliminar para siempre el virus del cuerpo humano y así curar la infección causada por el VIH”. Por lo tanto, su objetivo es erradicar por completo la infección causada por el VIH y así dar una cura definitiva.

## Estudios
Se licenció en Biotecnología por la Universidad Autónoma de Barcelona y luego hizo un máster en Edimburgo. Posteriormente realizó un postdoctorado en el Instituto Ragon del MIT (Instituto de Tecnología de Massachusetts), en el Hospital General de Massachusetts y en la Escuela de Medicina de Harvard en Boston.

## Proyectos
Actualmente desarrolla su proyecto de investigación para la “identificación de reactivadores de latencia viral que actúen en células linfocitarias T CD4+ de larga vida como terapia para curar la infección por el VIH”, en el Departamento de Enfermedades Infecciosas del Valle de Hebrón Instituto de Investigación (VHIR). 

## Premios
En 2015 fue una de las ganadoras de la X edición de las Bolsas de Investigación del Programa For Women in Science de L'Oreal- UNESCO en España. El premio L`Oréal-UNESCO es para buscar la mejor visibilidad de la mujer en la ciencia mediante el reconocimiento de mujeres que han realizado importantes contribuciones al progreso científico.  Es la quinta española que ha sido becada internacional en los 18 años de historia del programa con el objetivo de poner en valor el talento y la trayectoria de la investigadora y darle mayor visibilidad en la comunidad científica internacional.